# Дмитрієвська (Афанасьєвський район)
Дми́трієвська (рос. Дмитриевская) — присілок у складі Афанасьєвського району Кіровської області, Росія. Входить до складу Ічетовкінського сільського поселення.
Населення становить 1 особа (2010, 3 у 2002).
Національний склад станом на 2002 рік — росіяни 67 %, комі-перм'яки 33 %.